# William of York
William of York († 31. Januar 1256) war ein englischer Geistlicher. Er diente zunächst als ranghoher Richter, ehe er 1246 Bischof von Salisbury wurde.

## Aufstieg vom Schreiber zum hohen königlichen Richter
Anscheinend stammte William aus dem East Riding of Yorkshire, doch sonst ist über seine Herkunft oder seine Jugend nichts bekannt. Er begann seine Karriere wohl als Kanzleischreiber und wurde dabei anscheinend vom späteren Kanzler Ralph de Neville gefördert. Auf Anordnung des Kanzlers diente er ab 1219, wenn nicht schon 1217 als Schreiber des Common Bench. Zu seinen Kollegen gehörten dort der ebenfalls aus dem East Riding stammende Roger of Thirkleby sowie William of Raleigh. Durch seine Arbeit erwarb sich William umfassende juristische Kenntnisse, weshalb er ab 1225 mit weiteren Aufgaben betraut wurde, darunter mit der Verwaltung von vakanten Diözesen. 1227 und 1228 diente er dreimal als Richter in Nordengland, ehe er Ostern 1231 vom Schreiber zum Richter des Common Bench aufstieg. 1232 diente er erneut als Richter in verschiedenen Grafschaften, ehe er ab 1234 zum vorsitzenden Richter aufstieg. In dieser Funktion leitete er insgesamt 34 Gerichtsreisen in verschiedenen Grafschaften. Ab 1234 war er dazu nach Robert of Lexinton ranghöchster Richter des Common Bench, bis er Ende 1241 nach dem Tod von Stephen of Seagrave oberster Richter des King’s Bench wurde. Vermutlich bereits ab 1230 bis 1246 war Roger of Whitchester sein Schreiber. Während des Parlaments, das ab dem 28. Januar 1242 in Westminster stattfand, diente er zusammen mit Erzbischof Walter de Gray von York als Sprecher von König Heinrich III. Als der König von 1242 bis 1243 während des Saintonge-Kriegs in Frankreich war, blieb William als führendes Mitglied der Regierung in England, wobei er fälschlicherweise in der Dunstable Chronicle als einer der Regenten bezeichnet wurde. Unter William als obersten Richter gab es wesentliche Änderungen in der Rechtsprechung. Die Regeln für Gerichtsverhandlungen in den Grafschaften wurden weiter festgelegt. Die Assize Courts sollten nun nicht mehr mit Rittern, sondern vornehmlich mit vier lokalen Richtern besetzt werden. Dies führte dazu, dass das Amt des Richters zunehmend professionalisiert wurde.

## Aufstieg als Geistlicher
Für seine Dienste als Schreiber und Richter erhielt William kein Gehalt, sondern der König verschaffte ihm zahlreiche geistliche Pfründen. Vor 1220 erhielt er eine Pfründe in King’s Ripton in Huntingdonshire, die er später aufeinanderfolgend an zwei Vertraute weitergeben konnte. Dazu erhielt er weitere Pfründen in Yorkshire, darunter das Amt des Propstes von Beverley Minster, sowie weitere Ämter in Lancashire, Northumberland und Cambridgeshire. Er war Kanoniker in York, in Wells und an der St Paul’s Cathedral in London. 1241 wurden seine jährlichen Einkünfte auf etwa £ 800 geschätzt. Dazu übernahm er in Surrey, Essex, Nottinghamshire und Northamptonshire sowie in York und London die einträgliche Verwaltung von Pfandschaften und von Vormundschaften.

## Bischof von Salisbury
Am 8. Dezember 1246 wurde William zum Bischof der Diözese Salisbury gewählt. Am 14. Juli 1247 wurde er in Wilton zum Bischof geweiht. Nachdem er im Februar 1247 die Temporalien erhalten hatte, legte er seine Ämter als Richter am King Bench und seine bisherigen geistlichen Ämter nieder. Dennoch unterstützte er mit seiner Erfahrung während königlicher Ratsversammlungen die Richter am King’s Bench bei der Entscheidung in schwierigen Fällen. Als Bischof übernahm er jedoch nur einmal ein Richteramt, als er nämlich 1251 anstelle des Senior Justice Gilbert of Seagrave einen Gerichtsbesuch in der City of London leitete. Wenn der König in Winchester oder in seiner Diözese weilte, bezeugte William königliche Urkunden. Als Bischof wurde er von Nicholas of York unterstützt, der als Offizial sein leitender Beamter und vielleicht sein Neffe war. William widmete sich der Vollendung des Baus der Kathedrale von Salisbury, starb aber vor der abschließenden Weihe. Er wurde im Chorraum der Kathedrale beigesetzt. Vor seinem Tod hatte er seinen Grundbesitz, den er in Eske bei Beverley und in Norton bei Malton erworben hatte, seinem Bruder Sir Nicholas of York vermacht.
William gelang es offenbar leicht, sich Freunde zu machen, und er verlor nie die Gunst des Königs.
Da er in einem Gerichtsverfahren gegen St Albans Abbey entschieden hatte, beurteilte ihn der Chronist Matthew Paris, ein Mönch der Abtei, eher unfreundlich. Dennoch bezeichnete er ihn als fähigsten Richter des Königreichs.